# Mühlsteinberg
Der Mühlsteinberg (483,2 m) ist ein Berg im östlichen Teil des Zittauer Gebirges. Sein bewaldeter Gipfel liegt auf der Gemarkung Hartau in der Stadt Zittau.

## Lage
Der Mühlsteinberg befindet sich nordöstlich von Lückendorf. Nach Osten hin fällt der Berg zum Weißbachtal ab, das die deutsch-tschechische Grenze bildet. Am Nordhang führt die Staatsstraße S 132 von Eichgraben nach Lückendorf (Gabler Straße) über die Haarnadelkurve auf den Sattel zum Heideberg und umfährt den Mühlsteinberg westlich. Südöstlich erheben sich auf tschechischer Seite der Hahnberg (Kohoutí vrch, 535 m n.m.), Lindenberg (Sedlecký Špičák, 544 m n.m.) und der Pfaffenstein (Popova skála, 565 m n.m.), südlich der Straßberg (538 m) und westlich der Heideberg (549 m). Im Nordosten ist die Lerchenhöhe (287 m) vorgelagert. Am nördlichen Fuß des Mühlsteinberges entspringt der Goldbach in der König-Johann-Quelle, ein Zufluss des Pfaffenbachs.
Umgeben wird der Berg im Norden von Eichgraben und Neuhartau, im Nordosten von Görsdorf (Loučná) und im Südwesten von Lückendorf.

## Beschreibung
Den Gipfel bildet ein Sandsteinfelsen, etwa 100 m nordwestlich davon steht das Felstürmchen „Mühlsteinnadel“. Der Hochwald auf dem Mühlsteinberg wurde Ende der 1960er Jahre mit Ausnahme einiger mächtiger Buchen abgeholzt, dadurch bot sich eine weitgehend freie Sicht auf das Zittauer Becken. Heute ist der Berg wieder bewaldet und mit Heidelbeersträuchern bewachsen. Die Baumwipfel verhindern eine Aussicht.
Südlich des Mühlsteinberges befinden sich auf dem Sattel zum Straßberg die Reste der Geleitsburg Karlsfried sowie die Uhusteine. Am Weg vom Mühlsteinberg zum Karlsfried steht an der Klothildenhöhe der Klothildenstein. Am Nordwesthang befindet sich am oberen Ausgang der Haarnadelkurve der Mühlsteintisch.

## Klothildenstein
Der ein Meter hohe und anderthalb Meter breite geglättete Sandsteinfelsen befindet sich linksseitig des Weges zum Karlsfried unter hohen Bäumen. Er wurde 1907 anlässlich des 10. Todestages des Generalpostmeisters Heinrich von Stephan durch den Gebirgsverein „Globus“ hergerichtet. Im unteren Teil erhielt er eine Schriftzeile mit dem von Horaz stammenden Ausspruch „HIC MIHI PRAETER OMNES ANGULUS RIDET“ („Jener Winkel lächelte mir vor allen anderen auf der Erde zu“), darüber war eine runde Steintafel mit dem Wappen des Weltpostvereins eingebracht.
Stephan war seit den 1880er Jahren mehrfach zu Gast im Forsthaus Lückendorf und erlegte 1884 am Straßberg einen kapitalen Auerhahn. Nach der Beinamputation wurde er durch seine Haushälterin Mathilde Anna Hahn gepflegt. Ihr zu Ehren erhielt der Gedenkstein den Namen „Mathildenstein“, den der Volksmund zum „Klothildenstein“ wandelte.
Nach dem Ende des Zweiten Weltkrieges wurde die Wappentafel aus dem Felsen herausgebrochen. Inzwischen ist auch die Inschrift kaum mehr lesbar.

## Mühlsteintisch
Der Mühlsteintisch, auch Steinerner Tisch, ist ein Rastplatz am oberen Ausgang der Haarnadelkurve an der Einmündung der Alten Gabler Straße. Er besteht aus einem auf einer Säule aufliegenden Mühlstein und einer halbrunden steinernen Sitzbank. Seitlich ist in den als Tischplatte dienenden Mühlstein die Jahreszahl 1848 eingehauen.
Der aus Sandstein gefertigte Sitzplatz wurde 1848 nach der Vollendung der am Nordhang des Mühlsteinberges angelegten neuen Serpentine der Gabler Straße, mit der der Steilanstieg von der Goldbachquelle am Brückborn auf dem Sattel zwischen Heide- und Mühlsteinberg umfahren werden konnte.